# Hardbakke
Hardbakke är en kyrkby som utgör centralort och enda tätort i Solunds kommun i Vestland fylke i västra Norge. Orten ligger vid fylkesväg 606, på ön Sula. Här finns Solunds kyrka.